# ییرژی هاوسمان
ییرژی هاوسمان (چکی: Jiří Haussmann; ۳۰ اکتبر ۱۸۹۸ – ۷ ژانویهٔ ۱۹۲۳) نویسنده اهل چک در سبک‌های علمی تخیلی و طنز بود. او متولد شهر پراگ بود.